# Orden (bok)
Orden (franska Les Mots) är en självbiografisk bok av Jean-Paul Sartre, utgiven 1964. Texten publicerades för första gången i Les Temps Modernes föregående år.
Enligt den franske litteraturvetaren Philippe Lejeune är framställningen uppdelad i fem akter:
- Första akten beskriver författarens familj och barndom.
- Andra akten målar upp den inre fantasivärld Sartre skapade i sina yngre år.
- Tredje akten berättar bland annat om författarens rädsla för döden och hans upplevda fulhet.
- Fjärde akten speglar Sartres olika utvecklingsfaser som författare.
- Femte akten innehåller bland annat tillkännagivandet av en andra bok, vilken han dock inte hann slutföra före sin död.

## Populärkultur
Boken förekommer i filmen Sagan om Karl-Bertil Jonssons julafton.